# Robert Roth (Diakon)
Robert Roth (* 1963 in Stutensee-Friedrichstal) ist ein deutscher römisch-katholischer Diplomtheologe und Diakon.

## Leben und Wirken
Roth wuchs in Graben-Neudorf auf und besuchte das Kopernikus-Gymnasium in Philippsburg. Nach dem Abitur studierte er katholische Theologie an der Universität Freiburg und in Granada (Spanien). Er leistete Zivildienst in der Altenpflege des Altenheims Katharinenstift Freiburg. 
Nach seinem Abschluss als Diplomtheologe arbeitete er als Pastoralreferent in Weil am Rhein, Hausach, im Seminar St. Pirmin und der Schulseelsorge an der Heimschule Lender (Sasbach b. Achern). Es folgten Einsätze in der Pfarrgemeinde St. Ulrich, Nordrach und der Seelsorgeeinheit Zell am Harmersbach. 
Seit September 2007 ist Roth Referent für Ordenspriester und ausländische Priester im Erzbischöflichen Ordinariat Freiburg. Im November 2010 wurde er im Freiburger Münster von Erzbischof Robert Zollitsch zum Diakon geweiht.
Er war von 2014 bis 2017 Erzbischöflicher Sekretär von Erzbischof Stephan Burger.
Robert Roth ist verheiratet und hat einen Sohn.